# The Lipton Championships 1994
Der The Lipton Championships 1994 waren ein Tennisturnier der WTA Tour 1994 für Damen und ein Tennisturnier der ATP Tour 1994 für Herren, welche zeitgleich vom 11. bis 20. März 1994 in Key Biscayne bei Miami stattfanden.

## Herrenturnier
→ Hauptartikel: The Lipton Championships 1994/Herren

## Damenturnier
→ Hauptartikel: The Lipton Championships 1994/Damen